# Sačurov
Sačurov est un village de Slovaquie situé dans la région de Prešov.

## Histoire
Première mention écrite du village en 1402.

## Démographie

### Évolution de la population
| Année:               | 1994. | 2004.   | 2014.    | 2024.    |
| -------------------- | ----- | ------- | -------- | -------- |
| Nombre de personnes: | 1849  | 2008    | 2338     | 2610     |
| Différence:          |       | +8,59 % | +16,43 % | +11,63 % |

| Année:               | 2023. | 2024.   |
| -------------------- | ----- | ------- |
| Nombre de personnes: | 2569  | 2610    |
| Différence:          |       | +1,59 % |